# Apnenik, Šentjernej
Apnenik este o localitate din comuna Šentjernej, Slovenia, cu o populație de 24 de locuitori.